# Corey-Suggs-Oxidation
Die Corey-Suggs-Oxidation (auch PCC-Oxidation), benannt nach ihren Entdeckern E. J. Corey und J. W. Suggs ist eine Namensreaktion aus der organischen Chemie und wurde erstmals 1975 veröffentlicht. Die Reaktion beschreibt die Oxidation eines primären Alkohols RCH2OH zu einem Aldehyd. Als Oxidationsmittel wird das Corey-Reagenz, besser bekannt als Pyridiniumchlorochromat (kurz PCC), verwendet:
Die Corey-Suggs-Oxidation ähnelt der Corey-Schmidt-Oxidation (PDC-Oxidation), es wird dabei ein ähnliches aber nicht identisches Oxidationsmittel verwendet: Pyridiniumdichromat.

## Übersichtsreaktion
Ein primärer Alkohol oxidiert unter Einsatz von Dichlormethan und des Oxidationsmittels PCC zu einem Aldehyd:
Analog lassen sich auch sekundäre Alkohole R2CHOH zu Ketonen oxidieren.

## Reaktionsmechanismus
Der Mechanismus ist in der Literatur beschrieben:
Ein freies Elektronenpaar des primären Alkohols 2 greift am Chromatom von Chrom(VI)-oxid (1) an. Dabei bildet sich die reaktive Zwischenstufe 3. Anschließende Elektronen- und Atomumlagerung bildet unter Abspaltung von hydratisiertem Chrom(IV)-oxid, protoniertem Pyridin und Chlorid den Aldehyd 4.